# Bandera de Nou Hampshire
La bandera de l'Estat de Nou Hampshire és la bandera de l'estat de Nou Hampshire als Estats Units. Consisteix en l'escut de l'estat centrat en un camp blau de fons. Va ser adoptada el 1909, i va ser canviada un cop el 1931, quan l'estat va modificar el seu escut. Abans de 1909, l'Estat va estar representat per diverses banderes dels regiments regiment militars estatals.
L'escut representa la fragata USS Raleigh i està envoltat per una corona de llorer amb nou estrelles. El Raleigh va ser una de les primeres 13 naus de les quals el Congrés Continental va autoritzar la construcció el 1776, a Portsmouth (Nou Hampshire). Les nou estrelles de la corona representa Nou Hampshire com el novè estat a unir-se a la Unió. L'aigua representa el port de Portsmouth, i el color groc de la terra és de granit, una roca metamòrfica, que representa excel·lentment el paisatge agrest de Nou Hampshire i el caràcter ferm del seu poble.
El disseny de la bandera va ser classificat com un dels deu pitjors entre els Estats Units, les províncies canadenques, i les nacions seleccionades en una enquesta duta a terme als membres de l'Associació Vexil·lològica Nord-americana.
Algun dels funcionaris d'aquest estat ha suggerit substituir l'escut per posar-hi el Vell de la Muntanya al centre de la bandera, en memòria de la seva destrucció el 2003, però no s'han pres decisions oficials sobre la proposta.